# Grant Holt
Grant Holt (Carlisle, 12 april 1981) is een Engels voormalig voetballer die als spits speelde. 
Tijdens zijn spelerscarrière kwam Holt uit voor zowel profclubs als amateurclubs. Hij speelde bijna 100 competitiewedstrijden voor Nottingham Forest voordat hij in 2008 aansloot bij Shrewsbury Town, waar hij topscorer werd. Een jaar later tekende hij bij Norwich en was hij een belangrijke waarde in de opmars van de club van de League One naar de Premier League. Hij werd door de supporters drie seizoenen op rij verkozen tot speler van het seizoen. 

## Clubcarrière
In januari 2004 tekende Holt bij Rochdale. Voor die club scoorde hij 34 doelpunten in 75 wedstrijden. In januari 2006 nam Nottingham Forest hem over. Hij speelde 96 wedstrijden voor The Reds, waarin hij 21 keer scoorde. In juli 2008 verkocht Nottingham Forest de aanvaller aan Shrewsbury Town. 
Na één seizoen al werd Holt verkocht aan Norwich City. Op 24 juli 2009 tekende Holt een driejarig contract bij de kanaries. Met die club promoveerde hij tweemaal op rij. In het seizoen 2009-2010 scoorde Holt 24 doelpunten voor Norwich in de League One. Het seizoen erop maakte Holt 21 doelpunten in 45 wedstrijden in de Championship. In Holts eerste seizoen in de Premier League scoorde hij 15 keer in 36 wedstrijden. Hij was ook nog eens aanvoerder. 
Op 9 juli 2013 tekende hij een contract voor drie seizoenen bij degradant Wigan Athletic, dat drie miljoen euro betaalde aan Norwich City. Hij scoorde meteen bij zijn debuut op 3 augustus 2013 tegen Barnsley. Op 14 januari 2014 werd hij verhuurd aan Aston Villa FC, dat naarstig op zoek was naar een vervanger van de geblesseerde Libor Kozák. Hierna volgden huurperiodes bij Huddersfield Town en Wolverhampton Wanderers. 
Op 18 februari 2016 tekende Holt tot het einde van het seizoen bij Rochdale, uitkomend in de League One. Hij tekende vervolgens een contract van een jaar bij de Schotse club Hibernian in juni 2016. Hij scoorde zeven goals in 39 wedstrijden voor Hibs tijdens het seizoen 2016/17 en won met de club de Schotse landstitel. In mei 2017 werd zijn aflopende contract niet verlengd en verliet hij de club. In de nadagen van zijn spelersloopbaan kwam Holt nog uit voor non-league clubs King's Lynn Town en Barrow AFC, alvorens hij in 2018 zijn voetbalschoenen aan de wilgen hing.